# Renée Weibel
Renée Weibel (* 23. Dezember 1986 in Bern) ist eine Schweizer Schauspielerin und Unternehmerin.

## Leben
Renée Weibel besuchte zwischen 2000 und 2003 die staatliche Ballettschule Berlin und schloss dort ihre Ausbildung als
staatlich geprüfte Bühnentänzerin ab. Danach übernahm sie mehrere Theaterrollen. Zwischen 2006 und 2009 besuchte sie die Filmschauspielschule Berlin. Von 2009 bis 2012 spielte Renée Weibel in der ARD-Serie Verbotene Liebe die „Helena Gräfin von Lahnstein“. Dort lernte sie auch ihren Partner Dirk Moritz kennen, mit dem sie zeitweise auch in der Serie ein Liebespaar verkörperte. 2018 wurden sie und Moritz Eltern eines Sohnes. 2019 heiratete das Paar. Im September 2020 bekam das Paar eine Tochter.
Aktuell ist Weibel Inhaberin und Geschäftsführerin eines Immobilienunternehmens.

## Theaterrollen
- 2003–2004: Rusalka
- 2003–2004: Schwanensee
- 2004: Dornröschen
- 2005–2006: Das Phantom der Oper

## Filmografie
- 2004: Schnee im Sommer
- 2008: Uncut!
- 2009: Success
- 2009: Aktenzeichen XY/Serie Securitel
- 2009–2012: Verbotene Liebe
- 2014: Jojo sucht das Glück
- 2015: Alles was zählt